# George Seldes
George Seldes (16 novembre 1890 - 2 juillet 1995) est un journaliste d'investigation américain, notamment connu pour son bulletin In Fact de 1940 à 1950, dans lequel il a combattu l'injustice et dénoncé la corruption. Il également connu pour avoir interviewé Lénine en 1922.

## Notices et liens externes
- Ressource relative à l'audiovisuel :   - IMDb
- Notice dans un dictionnaire ou une encyclopédie généraliste :   - Britannica
- Notices d'autorité :   - VIAF
  - ISNI
  - BnF (données)
  - IdRef
  - LCCN
  - GND
  - Belgique
  - Pays-Bas
  - Pologne
  - Israël
  - NUKAT
  - Tchéquie
  - WorldCat